# Sveriges Unga Muslimer
Sveriges Unga Muslimer, SUM, (tidigare Sveriges Muslimska Ungdomsförbund, SMUF) var en muslimsk organisation som grundades 1991 och som upplöstes 2020.   

## Verksamhet
Sveriges Unga Muslimer var ett muslimskt ungdomsförbund som tidigare samlade 40 medlemsföreningar och cirka 5 000 medlemmar över hela landet. Organisationen arrangerade kurser, seminarier, läger, träffar samt en årlig större konferens vid påskhelgen för unga muslimer i Sverige och övriga Skandinavien. Sveriges Unga Muslimer verkade för att muslimska ungdomar skulle kunna lära känna islam och därigenom stärka i sin muslimska identitet.  SUM har bedrivit och deltagit aktivt i projekt som: Islamofobi - Ett av rasismens ansikte, Forix - Förorternas Riksdag, Alla Olika Alla Lika och Dialogdagarna.[källa behövs]
SUM hade flera överlappningar till våldsbejakande islamistiska miljöer och andra antidemokratiska islamistmiljöer, till stor del genom SUM:s bidragsmottagande lokalföreningar. Sympatisörer med extremiströrelser har haft framträdande positioner i några föreningar. Efter en utdragen tvist om SUM:s indragna föreningsbidrag upplöstes föreningen 2020. Föreningens organisationsnummer avregistrerades därefter hos Skatteverket den 17 juni 2020.

### Opinionsbildning
År 2006 kritiserade SUM utnämningen av Folkpartiets (senare Liberalerna) Nyamko Sabuni till minister med ansvar för integrationsfrågor i ett brev till statsminister Fredrik Reinfeldt:
| ”                                                          | Jag vill härmed lämna in ett protestbrev till statsministern angående utnämning av den öppet islamofobiska Nyamko Sabuni till integrationsminister. Detta var ett högst oväntat drag av dig Fredrik, du som har bott så nära invandrare borde ha större förståelse för deras frågor. Sparka henne och du blir muslimernas hjälte (=kan leda till att du vinner nästa val också) | „ |
| – Omar Mustafa (sekreterare för SUM), Egyptson, Erövringen | |   |

SUM:s ordförande Rashid Musa kritiserade år 2017 Magnus Norells förstudie om det Muslimska Brödraskapet i Sverige. SUM har varit anklagad att ha starka band med Muslimska Brödraskapet, och koppling till antidemokratiska miljöer under hans ledning.
SUM och dess lokalföreningar bjöd regelbundet in föreläsare och samarbetspartners med antidemokratiska ståndpunkter, varav flera har anlitats återkommande.

#### Konferensen "Sikta högt – framtiden är din"
Sveriges Unga Muslimer kritiserades i mars 2010 för att som talare ha bjudit in imamen Abdullah Hakim Quick ifrån Toronto till sin konferens Sikta högt – framtiden är din. Kritiken fokuserade på att Abdullah Hakim Quick ansågs vara hatisk mot judar och han i Youtube-klipp uttalat att homosexualitet ska bestraffas med döden. Den liberala politikern Philip Wendahl menade också att Myndigheten för ungdoms- och civilsamhällesfrågor (MUCF) borde dra in organisationsstödet till SUM.
Sveriges Unga Muslimer tillbakavisade kritiken och menade att den hade islamofobiska motiv, men valde att i samråd med föreläsaren ställa in dennes besök. I sitt eget svar på kritiken menade föreläsaren att han felaktigt blivit framställd som en hatpredikant. MUCF har vid flera tillfällen granskat SUM och frikänt dem från anklagelser om hatbudskap riktade mot HBTQ-personer.

#### Polisanmälan och reaktion på utspel under valrörelsen 2010
Sveriges unga muslimer polisanmälde regeringstjänstemannen Henrik Emilsson efter hans jämförelse av islam med nazism för hets mot folkgrupp. I samband med polisanmälan riktades generell kritik mot Folkpartiets politik där de kritiserade integrationsminister Nyamko Sabunis utspel om minskad föräldraledighet för invandrare och om sänkt minimilön. Organisationen beskrev det som en del av "Folkpartiets alltmer muslimfientliga och invandrarfientliga politik".

## Organisation

### Finansiering
Enligt en utvärderingsrapport av Mattias Gardell fick organisationen år 2003 bidrag på 400 000 SEK av Arvsfonden för ett projekt om islamofobi som en form av rasism. Projektet innebar utbildning av trettio muslimska ungdomar till informatörer då de genomgick fem delkurser på 2-3 dagar vardera för att sedan besöka skolor i Stockholm, Göteborg och Malmöregionen . Besöken genomfördes aldrig och en webbplats www.islamofobi.se skapades som en del av en kommunikationsstrategi.
SUM har erhållit statsbidrag som år 2009 uppgick till 2,2 miljoner ifrån Ungdomsstyrelsen. År 2015 fick SUM cirka 1,4 miljoner i statsbidrag för sin verksamhet och ytterligare 0,5 miljoner för ett projekt mot rasism. År 2016 fick SUM inget stöd av MUCF på grund av att föreningen inte ansågs respektera demokratins idéer, kring jämställdhet och diskriminering.
Våren 2018 avslog Myndigheten för ungdoms- och civilsamhällesfrågor (MUCF) den bidragsansökan som SUM lämnat in. I samband med det beslutade myndigheten att SUM skulle betala tillbaka tidigare utbetalade bidrag. SUM överklagade beslutet till Förvaltningsrätten som dömde till SUM:s fördel. MUCF överklagade då till Kammarrätten som hösten 2019 avgjorde till MUCF:s fördel och konstaterade att SUM bjudit in ett flertal olämpliga föreläsare och att föreningens företrädare uttalat idéer oförenliga med demokrati.
I juni 2020 beslutade Högsta förvaltningsdomstolen i Sverige att inte ompröva Kammarrättens beslut att SUM skulle betala tillbaka de statsbidrag som organisationen fått av MUCF, detta på grund av att SUM ej levde upp till myndighetens krav på demokrati, jämställdhet och diskriminering.
Tabellen visar utbetalade bidrag 2011-2016 (avrundat till närmaste tusental):
| År                         | 2016                 | 2015      | 2014 | 2013      | 2012    | 2011      |
| Organisations- bidrag MUCF | 1 367 000 (indraget) | 1 266 000 | 0    | 1 409 000 | 503 000 | 1 627 000 |
| Projektbidrag MUCF         | 0                    | 455 000   | 0    | 0         | 0       | 516 000   |

### Företrädare
- Mehmet Kaplan var sekreterare åren 1996-2000 samt ordförande under åren 2000–2002.[24][25]
- Omar Mustafa var generalsekreterare för SUM år 2010.[10]
- Mohammed Ibrahim Benmaklouf, vice ordförande år 2011.[26]
- Mohammed Kharakki var ordförande för SUM år 2010.[27] Han var samma år styrelsemedlem i Charta 2008[28] År 2011 reste han med Ship to Gaza.[29] Han var år 2013 talesperson för Islamiska förbundet i Sverige.[30]
- Mustafa Al Sayed Issa var ordförande år 2013.[31]
- Khaoula Channoufi var vice ordförande för SUM under året 2014.[32] Hon var tidigare med i styrelsen för FEMYSO år 2012,[33][34] och sedermera styrelseledamot för Forum for European Muslim Youth and Student Organisations.[35]
- Rashid Musa var ordförande för SUM år 2016.[36][37] Han var tidigare  engagerad i MMRK.[38]

### Medlemsföreningar
Bland SUM:s medlemsföreningar återfanns följande:
- KTH Muslimska studenter
- Södertörns muslimska studenter
- Malmös unga muslimer
- Mångkulturella Ungdoms Center
- Islamiska ungdomsföreningen i Gävle
- Jönköpings unga muslimer

#### Södertörns muslimska studenter
Södertörns Muslimska Studenter (vid Södertörns högskola) stod listad som medlemsförening på underlag inlämnade till MUCF åren 2010-2014. Åren 2010-2013 hade föreningen flera samarbeten med al-Taqwa Ungdomsförening som temakvällar och gemensam fredagsbön. En dawah-kurs ordnades tillsammans med al-Taqwa och den i Storbritannien baserade gruppen iERA(en). Flera av al-Taqwas medlemmar skulle senare ansluta sig till Islamiska staten eller al-Qaeda inspirerade grupper och bli främlingskrigare i Syrien och Irak.

### Paraplyorganisationer
Sveriges Unga Muslimer var medlemmar i paraplyorgainsationerna: 
- Sveriges Muslimska Råd,
- Forum for European Muslim Youth and Student Organisations (FEMYSO),
- Ibn Rushd, ett studieförbund.
- Landsrådet för Sveriges Ungdomsorganisationer (LSU).
- Byrån för Lika rättigheter